# Antonio Ciampaglia
Antonio Ciampaglia (Napoli, 26 novembre 1955) è un politico italiano.

## Biografia
È il figlio di Alberto Ciampaglia, già deputato socialdemocratico per sei legislature.
Dipendente della Regione Campania, venne eletto deputato nel 1992 nelle liste del PSDI, alla Camera è stato Segretario della Commissione bilancio, tesoro e programmazione. Rimase a Montecitorio fino al 1994. Nel 1993 si candidò a Sindaco di Torre del Greco per il PSDI, ottenendo il 2.84% dei voti e risultando eletto consigliere comunale di opposizione. Successivamente lavora come funzionario della Regione Campania.